# Даймондгед (Міссісіпі)
Даймондгед (англ. Diamondhead) — місто (англ. city) в США, в окрузі Генкок штату Міссісіпі. Населення — 9529 осіб (2020).

## Географія
Даймондгед розташований за координатами 30°22′58″ пн. ш. 89°22′9″ зх. д. / 30.38278° пн. ш. 89.36917° зх. д. (30.382672, -89.369122).  За даними Бюро перепису населення США в 2010 році місто мало площу 30,25 км², з яких 28,73 км² — суходіл та 1,52 км² — водойми. В 2017 році площа становила 32,55 км², з яких 26,18 км² — суходіл та 6,37 км² — водойми.

### Клімат
| Клімат : Даймондгед     | Клімат : Даймондгед | Клімат : Даймондгед | Клімат : Даймондгед | Клімат : Даймондгед | Клімат : Даймондгед | Клімат : Даймондгед | Клімат : Даймондгед | Клімат : Даймондгед | Клімат : Даймондгед | Клімат : Даймондгед | Клімат : Даймондгед | Клімат : Даймондгед | Клімат : Даймондгед |
| Показник                | Січ.                | Лют.                | Бер.                | Квіт.               | Трав.               | Черв.               | Лип.                | Серп.               | Вер.                | Жовт.               | Лист.               | Груд.               | Рік                 |
| Абсолютний максимум, °C | 26,1                | 31,1                | 29,4                | 34,4                | 35,0                | 37,2                | 39,4                | 40,0                | 35,0                | 33,3                | 29,4                | 27,2                | 40,0                |
| Середній максимум, °C   | 15,0                | 17,2                | 20,6                | 23,9                | 28,3                | 31,1                | 32,2                | 32,2                | 30,0                | 25,6                | 20,6                | 16,7                | 24,5                |
| Середній мінімум, °C    | 4,4                 | 6,1                 | 10,0                | 13,3                | 18,3                | 21,1                | 22,8                | 22,8                | 20,0                | 13,9                | 9,4                 | 5,6                 | 14,0                |
| Абсолютний мінімум, °C  | −14,4               | −9,4                | −5,6                | −2,2                | 5,6                 | 6,7                 | 16,1                | 15,6                | 6,1                 | 0,6                 | −3,3                | −13,3               | −14,4               |
| Норма опадів, мм        | 172                 | 123                 | 169                 | 146                 | 137                 | 132                 | 167                 | 144                 | 163                 | 70                  | 131                 | 109                 | 1664                |
| ----------------------- | ------------------- | ------------------- | ------------------- | ------------------- | ------------------- | ------------------- | ------------------- | ------------------- | ------------------- | ------------------- | ------------------- | ------------------- | ------------------- |
| Джерело:                |                     |                     |                     |                     |                     |                     |                     |                     |                     |                     |                     |                     |                     |

## Демографія
Згідно з переписом 2010 року, у переписній місцевості мешкало 8425 осіб у 3586 домогосподарствах у складі 2507 родин. Густота населення становила 279 осіб/км².  Було 4308 помешкань (142/км²).
Расовий склад населення:
| - 93,9 % — білих - 2,9 % — чорних або афроамериканців - 1,1 % — азіатів - 0,4 % — корінних американців - 0,1 % — вихідців з тихоокеанських островів |

До двох чи більше рас належало 1,2 %. Частка іспаномовних становила 3,3 % від усіх жителів.
За віковим діапазоном населення розподілялося таким чином: 20,1 % — особи молодші 18 років, 54,2 % — особи у віці 18—64 років, 25,7 % — особи у віці 65 років та старші. Медіана віку мешканця становила 48,5 року. На 100 осіб жіночої статі у переписній місцевості припадало 92,5 чоловіків;  на 100 жінок у віці від 18 років та старших — 91,1 чоловіків також старших 18 років.
Середній дохід на одне домашнє господарство  становив 80 900 доларів США (медіана — 70 819), а середній дохід на одну сім'ю — 84 725 доларів (медіана — 73 525). Медіана доходів становила 65 426 доларів для чоловіків та 42 847 доларів для жінок. За межею бідності перебувало 8,4 % осіб, у тому числі 15,3 % дітей у віці до 18 років та 4,1 % осіб у віці 65 років та старших.
Цивільне працевлаштоване населення становило 3369 осіб. Основні галузі зайнятості: освіта, охорона здоров'я та соціальна допомога — 25,4 %, науковці, спеціалісти, менеджери — 11,6 %, мистецтво, розваги та відпочинок — 11,0 %.